# Mad Dog (film 1909)
Mad Dog è un cortometraggio muto del 1909. Il nome del regista non viene riportato nei credit del film.

## Trama
Un cagnolino corre abbaiando giocosamente verso un bambino che si spaventa e scappa urlando. Tutti quelli che incontra credono che sia inseguito da un cane arrabbiato e in strada nasce un parapiglia, con un fuggi fuggi generale. Interviene persino un agente, pronto a sparare al pericoloso cagnaccio. Ma da dietro l'angolo sbuca solo un cagnetto che scodinzola innocentemente.

## Produzione
Il film fu prodotto dalla Lubin Manufacturing Company.

## Distribuzione
Distribuito dalla Lubin Manufacturing Company, il film - un cortometraggio della lunghezza di 68 metri - uscì nelle sale cinematografiche statunitensi il 25 marzo 1909. Nelle proiezioni, veniva programmato con il sistema dello split reel, accorpato in un'unica bobina con un altro cortometraggio prodotto dalla Lubin, A Just Reward.